# Sven Nys
Sven Nys (Bonheiden, 17 de juny de 1976) és un ciclista belga professional des del 1998 fins al 2013. Especialista en ciclocròs, ha estat un dels grans dominadors d'aquesta especialitat durant la primera dècada del segle xxi guanyant nou medalles als campionats del món.
També ha competit en carretera i en ciclisme de muntanya.

## Palmarès en ciclocròs
- 1996-1997
  -  Campió del món en ciclocròs sub-23
- 1997-1998
  -  Campió del món en ciclocròs sub-23
- 1998-1999
  - 1r al Superprestige
- 1999-2000
  -  Campió de Bèlgica de ciclocròs
  - 1r a la Copa del món de ciclocròs
  - 1r al Superprestige
- 2001-2002
  - 1r a la Copa del món de ciclocròs
  - 1r al Superprestige
  - 1r al Ciclocròs d'Igorre
- 2002-2003
  -  Campió de Bèlgica de ciclocròs
  - 1r al Superprestige
  - 1r al Trofeu GvA
- 2004-2005
  -  Campió del món de ciclocròs
  -  Campió de Bèlgica de ciclocròs
  - 1r a la Copa del món de ciclocròs (no oficial)
  - 1r al Superprestige
  - 1r al Trofeu GvA
- 2005-2006
  - 1r a la Copa del món de ciclocròs (no oficial)
  -  Campió de Bèlgica de ciclocròs
  - 1r al Superprestige
  - 1r al Trofeu GvA
- 2006-2007
  - 1r a la Copa del món de ciclocròs (no oficial)
  - 1r al Superprestige
  - 1r al Trofeu GvA
  - 1r al Ciclocròs d'Igorre
- 2007-2008
  - 1r a la Copa del món de ciclocròs (no oficial)
  -  Campió de Bèlgica de ciclocròs
  - 1r al Superprestige
  - 1r al Trofeu GvA
  - 1r al Ciclocròs d'Igorre
- 2008-2009
  -  Campió de Bèlgica de ciclocròs
  - 1r a la Copa del món de ciclocròs
  - 1r al Superprestige
  - 1r al Trofeu GvA
  - 1r al Ciclocròs d'Igorre
- 2009-2010
  -  Campió de Bèlgica de ciclocròs
  - 1r al Trofeu GvA
- 2010-2011
  - 1r al Superprestige
  - 1r al Trofeu GvA
- 2011-2012
  -  Campió de Bèlgica de ciclocròs
  - 1r al Superprestige
- 2012-2013
  -  Campió del món de ciclocròs
  - 1r al Superprestige
- 2013-2014
  -  Campió de Bèlgica de ciclocròs
  - 1r al Superprestige
  - 1r al Trofeu Bpost Bank

## Palmarès en ciclisme de muntanya
- 2005
  -  Campió de Bèlgica de ciclisme de muntanya
- 2007
  -  Campió de Bèlgica de ciclisme de muntanya
- 2013
  -  Campió de Bèlgica de ciclisme de muntanya
- 2014
  -  Campió de Bèlgica de ciclisme de muntanya
- 2015
  -  Campió de Bèlgica de ciclisme de muntanya

## Palmarès en ruta
- 1998
  - 1r al Gran Premi Criquielion
- 2007
  - 1r a l'Internationale Wielertrofee Jong Maar Moedig
- 2015
  - 1r a la Ronde van Vlaams-Brabant